# Vizi del consenso
Per vizi del consenso si intendono talune circostanze di fatto capaci di rendere invalido il consenso prestato a una stipulazione contrattuale.

## Diritto italiano
Nel diritto italiano, la loro disciplina è contenuta nella sezione II, capo XII, titolo II, del codice civile italiano. L'articolo 1427 c.c., in particolare, recita: Il contraente, il cui consenso fu dato per errore, estorto con violenza o carpito con dolo, può chiedere l'annullamento del contratto secondo le disposizioni seguenti [ossia gli artt. 1428 e segg.].
L'art. 1321 definisce il contratto come "l'accordo di due o più parti per costituire, regolare o estinguere fra loro un rapporto giuridico patrimoniale". La regolamentazione contrattuale di un rapporto giuridico non si può avere senza una volontà conforme delle due (o più) parti negoziali: non c'è contratto senza consenso, ossia senza accordo (art. 1325 numero 1). A questo punto emerge il problema di quale possa essere il quantum di volontà necessaria affinché l'impegno contrattuale possa dirsi compiutamente assunto.
- Può darsi, ad esempio, che le due parti non abbiano acconsentito allo stesso identico patto, ma vi sia, in concreto, un'asimmetria grave e profonda tra quello che le due parti si rappresentavano come oggetto della loro volontà e quanto effettivamente ottenuto.
- Può parimenti darsi il caso che le volontà delle parti non si siano perfettamente incontrate, poiché, poniamo, la risposta a una proposta contrattuale sarebbe dovuta pervenire tramite una modalità di comunicazione, ma ciò non si è verificato o si è verificato in modo impreciso.
- Si può poi verificare l'ipotesi in cui una parte costringa l'altra ad acconsentire a una proposta contrattuale prendendone materialmente la mano e guidandola con pura violenza fisica alla sottoscrizione di un documento, oppure ottenendo il suo consenso tramite le più varie forme di violenza morale.
- Può parimenti verificarsi il caso in cui una parte induca o determini l'altra a concludere un contratto, tramite artifici o raggiri o incutendole un timore di particolare gravità.

I primi due casi rappresentano le ipotesi tipiche dell'errore, inteso ora come errore-vizio del consenso e ora come errore ostativo a che la corretta comunicazione del consenso giunga al destinatario designato. Affinché possa essere giuridicamente rilevante ai fini dell'annullabilità del contratto cui esso si riferisce, l'errore deve essere essenziale e riconoscibile dall'altro contraente.
Il terzo caso riguarda invece l'intervento della violenza nella stipulazione contrattuale. Esso si articola in due sottoipotesi: la prima, puramente di scuola, è quella della violenza fisica che conduca alla stipulazione di un contratto; in un simile caso si ritiene concordemente che il contratto sia nullo, in quanto la violenza esercitata annulla la volontà di chi sottoscriva sotto la brutale coazione altrui. La seconda ipotesi, invece, è quella della violenza morale: vale qui il brocardo Coactus, tamen voluit, che mette in evidenza come colui che fu coartato alla stipulazione comunque, inevitabilmente la volle. Questa parziale volontà determina una annullabilità del contratto, piuttosto che una sua immediata nullità.
Qui la volontà contrattuale viene sì in essere, ma viene in essere, appunto, viziata, cosicché ci si pone il problema se meriti di rimanere valida all'interno delle relazioni giuridiche private, o se, all'opposto, si debbano prevedere dei rimedi per eliminarne la giuridicità.
Per sommi capi la scelta del legislatore è questa:
- per i casi in cui la volontà non c'era, come nel caso del costringimento fisico, vi deve essere un rimedio giurisdizionale che testimoni la originale mancanza di volontà; il rimedio in questione è l'azione di nullità.
- per i casi in cui volontà c'era, ma si atteggiava come claudicante e viziata, il rimedio deve elidere il consenso esistente, tutelando, in qualche modo, chi, dalla sua posizione di terzo, avesse fatto legittimo affidamento sul suo permanere in esistenza. Il rimedio è detto azione di annullamento.

Il quarto caso, infine, è quello del dolo negoziale, ossia degli artifici o raggiri che abbiano determinato l'altro contraente alla stipula del contratto (dolum causam dans) o che abbia sospinto l'altro contraente alla stipula del contratto a condizioni deteriori rispetto a quelle a cui avrebbe stipulato se gli inganni non ci fossero stati (dolum incidens).

### I vizi
I vizi del consenso sono esplicitamente previsti dal codice. Essi sono, come detto, errore, violenza, dolo. Ciascuno di essi ha una regolamentazione specifica che contempera le esigenze di chi esterna la volontà viziata, di chi la sfrutta, generando l'accordo (contrattuale), e di chi si trovi, da terzo estraneo, a fondare alcune sue pretese sul permanere o sullo smettere di esistere di tale volontà negoziale.
L’errore si ha quando il contraente ignora, oppure conosce in modo sbagliato o insufficiente, situazioni determinanti ai fini della decisione di stipulare o meno il contratto o comunque di stipularlo in certe condizioni.
La violenza consiste nella minaccia di un male ingiusto e notevole per cui il contraente è indotto a stipulare un contratto che altrimenti non avrebbe stipulato, oppure avrebbe stipulato in condizioni diverse.
Il dolo si ha quando un contraente è indotto a raggiri o inganni per stipulare un contratto che altrimenti non avrebbe stipulato (dolo determinante) o avrebbe stipulato in condizioni diverse (dolo incidente)
Genericamente, si potrebbe dire che questi tre istituti sono vicini ad altri strumenti di tutela riconosciuti nel nostro ordinamento civile. Vi sono infatti altri casi in cui la volontà contrattuale, pur venuta in essere, presenta una sintomatologia di vizio. Primariamente si può leggere l'art. 428, in cui si tutela chi abbia esternato una volontà in stato di incapacità di intendere o di volere. Secondariamente, si può leggere la disciplina dell'incapacità legale, ovvero interdizione, inabilitazione, amministrazione di sostegno come un altro caso in cui, qualora uno dei soggetti sottoposti al provvedimento di limitazione in questione esterni una volontà, lo faccia in maniera viziata. Naturalmente tali istituti hanno le loro forti peculiarità e sono qui ricordati per completezza.
Del resto, la tutela dell'annullamento ricorre anche nel caso del contratto concluso in conflitto di interessi dal rappresentante, o nel caso della mancata partecipazione del coniuge in alcuni atti sulla comunione matrimoniale, ma qui, come è facile capire, si è piuttosto lontani dai casi da cui si erano prese le mosse.